# Liste der Mitglieder der American Academy of Arts and Sciences/1809
Im Jahr 1809 wählte die American Academy of Arts and Sciences 7 Personen zu ihren Mitgliedern.

## Neugewählte Mitglieder
- Joseph Stevens Buckminster (1784–1812)
- William Ellery Channing (1780–1842)
- Parker Cleaveland (1780–1858)
- William Cranch (1769–1855)
- Cornelis de Gijselaar (1751–1815)
- John Pierce (1773–1849)
- Charles Stearns (1753–1826)